# Campomayor
Campomayor  (en portugués y oficialmente, Campo Maior) es una villa portuguesa del distrito de Portalegre, región Alentejo y comunidad intermunicipal del Alto Alentejo, con cerca de 8800 habitantes. Su economía se basa principalmente en la agricultura (cereales y olivos) y en la industria del café.
Es sede de un municipio con 247,26 km² de área y 8387 habitantes (2001), subdividido en 3 freguesias. El municipio limita al norte y al este con los municipios de Alburquerque y Badajoz, de España; al sureste, con el municipio de Elvas; y al oeste, con Arronches.

## Historia
Fue en sus orígenes un asentamiento romano. Los moros lo ocuparon durante casi 500 años. 
En 1219 es conquistada para Castilla por los caballeros cristianos de la familia Pérez de Badajoz, quienes posteriormente ofrecieron la villa, perteneciente al municipio de Badajoz, a la iglesia de Santa María del Castillo (Olivenza). El 31 de mayo de 1255, D. Alfonso X de León y Castilla, concedió a Campomayor la categoría de Villa. El Señor de la Villa, Obispo D. Frei Pedro Pérez, concedió, en 1260, el primer fuero a sus habitantes, así como el siguiente escudo: Nuestra Señora con un cordero, y la leyenda "Sigillum Capituli Pacensis".
El 31 de mayo de 1297, por el Tratado de Alcañices firmado en Castilla por Fernando IV, rey de León y Castilla y el rey Dionisio (D. Dinis) de Portugal, pasó a formar parte de Portugal, junto con Olivenza y Ouguela. Campomayor perteneció sucesivamente a Doña Blanca, hermana de D. Dinis, en 1301; a D. Afonso Sanches, hijo ilegítimo del mismo rey, en 1312; y de nuevo a D. Dinis en 1318. El castillo, que se alza al este de la villa, fue reconstruido por D. Dinis en 1310. 
Como reflejo de la influencia castellana en Campomayor, durante la Revolución de 1383-85, la guarnición militar y los habitantes de la villa se pusieron del lado del rey de Castilla, siendo necesario que el rey Juan I de Portugal y D. Nuno Álvares Pereira se trasladaran al Alentejo con sus ejércitos para sitiar la plaza durante más de mes y medio, siendo ocupada por la fuerza a finales de 1388. D. Juan II le asignó un nuevo escudo: blanco, con la bandera de Portugal a un lado, y al otro S. Juan Bautista, patrón de la villa.
En 1512, el rey Manuel I concede el Fuero Nuevo (Foral Novo) a la villa de Campomayor.
Desde finales del siglo XV, se incrementa sustancialmente la población de Campomayor por la llegada de castellanos perseguidos por la Inquisición en Castilla. La comunidad judía o etiquetada como tal era tan numerosa en la villa en el siglo XVI, que fueron muchos los residentes en Campomayor sometidos a Autos de fe realizados en Évora por la Inquisición portuguesa, acusados de judaismo.
La guerra de independencia contra Castilla, a partir de 1640, produjo importantes transformaciones. La necesidad de fortificar la villa que durante los últimos tres siglos se había desarrollado ampliamente fuera de la cerca medieval, la urgencia de construir un nuevo cinturón amurallado para defender a los vecinos de la nueva villa de los ataques de los ejércitos castellanos, obligaron al rey portugués a invertir grandes sumas de dinero, enviar ingenieros militares, trabajadores calificados y mucho personal no calificado. Se asienta un gran contingente militar, estimándose que en la segunda mitad del siglo XVII, de cada cuatro personas que residían en el pueblo, una era militar. Campomayor fue, durante algún tiempo, el principal cuartel general de las tropas mercenarias holandesas desplegadas en el Alentejo. En ese momento, el pueblo se convirtió en el centro militar más importante del Alentejo, después de Elvas. En los siglos XVII y XVIII se construyeron las murallas y baluartes, que convirtieron a Campomayor en una de las más importantes plazas fortificadas de Portugal. 
En 1712, la fortaleza de Campomayor fue sitiada por un numeroso ejército español comandado por el Marqués de Bay, que durante 36 días arrojó toneladas de bombas y metralla sobre la villa. Habiendo conseguido abrir una brecha en uno de los baluartes, el invasor, al pretender entrar por allí, sufrió fuertes bajas que le obligaron a levantar el sitio.
El 16 de septiembre de 1732, a las tres de la mañana, durante una violenta tormenta, un rayo alcanzó el pañol, situado en la torre mayor del castillo, provocando la explosión de 6000 arrobas de pólvora y 5000 municiones, y el incendio de dos tercios de la población. D. Juan V decreta la rápida reconstrucción del castillo. El pueblo se levantará lentamente de las ruinas y se reconstruirá gradualmente para volver a ocupar una posición de liderazgo en tiempos de guerra y como lugar de comercio y relaciones pacíficas con los pueblos vecinos de España, en tiempos de paz. En el siglo XVIII se completó la construcción de las actuales iglesias de la Misericordia y la iglesia Matriz, y se colocó la primera piedra para la fundación de la iglesia de S. Juan. El pueblo que hasta entonces contaba con una sola parroquia urbana se divide en las dos actuales, Nossa Senhora da Expectação y São João Baptista, en 1766.

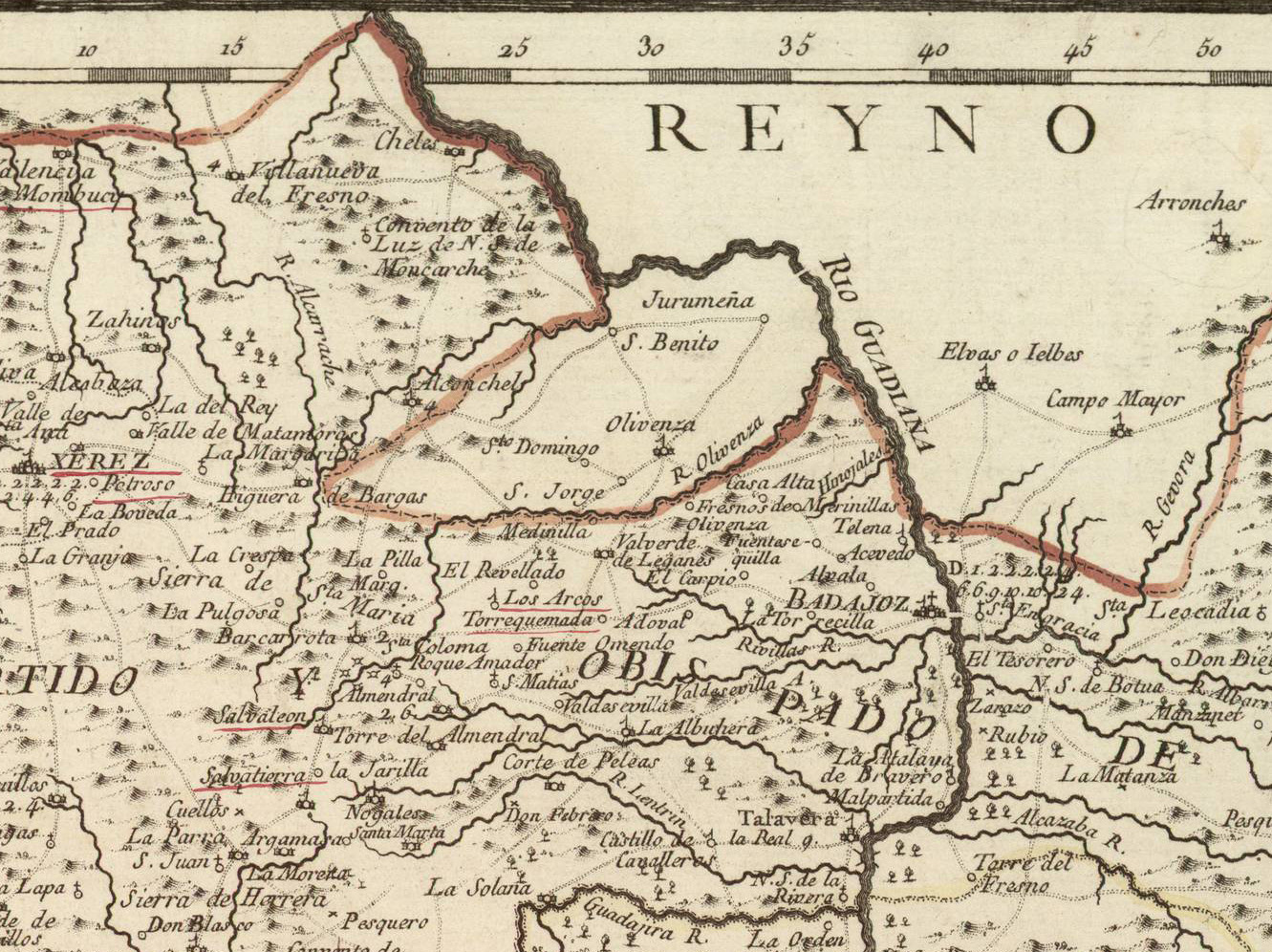
Mapa de 1766, orientado con el oeste arriba, donde aparece Campomayor.

Los primeros años del siglo XIX Campomayor primero es sitiado por el ejército español (1801). Luego, en 1808, el pueblo se levanta contra los franceses que terminaron invadiendo Portugal. El levantamiento campomayorense contra la ocupación napoleónica saldrá victorioso gracias al apoyo del ejército de Badajoz que permanece en la localidad durante casi tres años.
En 1811, el ejército francés invasor de nuevo sitia la villa, que capitula al mes. Entretanto, dio tiempo a que llegaran los refuerzos luso-británicos al mando del general inglés Beresford, que tras la batalla de Campomayor expulsó a los franceses. La villa se ganó entonces el título de Vila Leal e Valorosa, presente en el actual escudo de armas de la villa.
Las luchas entre liberales y absolutistas en Campomayor también son hechos destacables. En 1836 se extinguió el municipio vecino de Ouguela y se añadió este pueblo a Campomayor. El 1865 el cólera mató, durante unos dos meses y medio, una media de dos personas al día. En 1867, se intentó extinguir Campomayor como sede municipal, anexándolo al condado de Elvas. Pero el pueblo se rebeló contra esa decisión llegando hasta la huelga general del 13 de diciembre de 1867. 
En 1926 se añade al municipio su única parroquia rural, Nossa Senhora da Graça dos Degolados. Pero es en 1941 cuando el municipio se organiza en las tres parroquias actuales, al ser  anexionada la parroquia de Ouguela a la de São João Baptista, dada la decadencia demográfico de la primera.

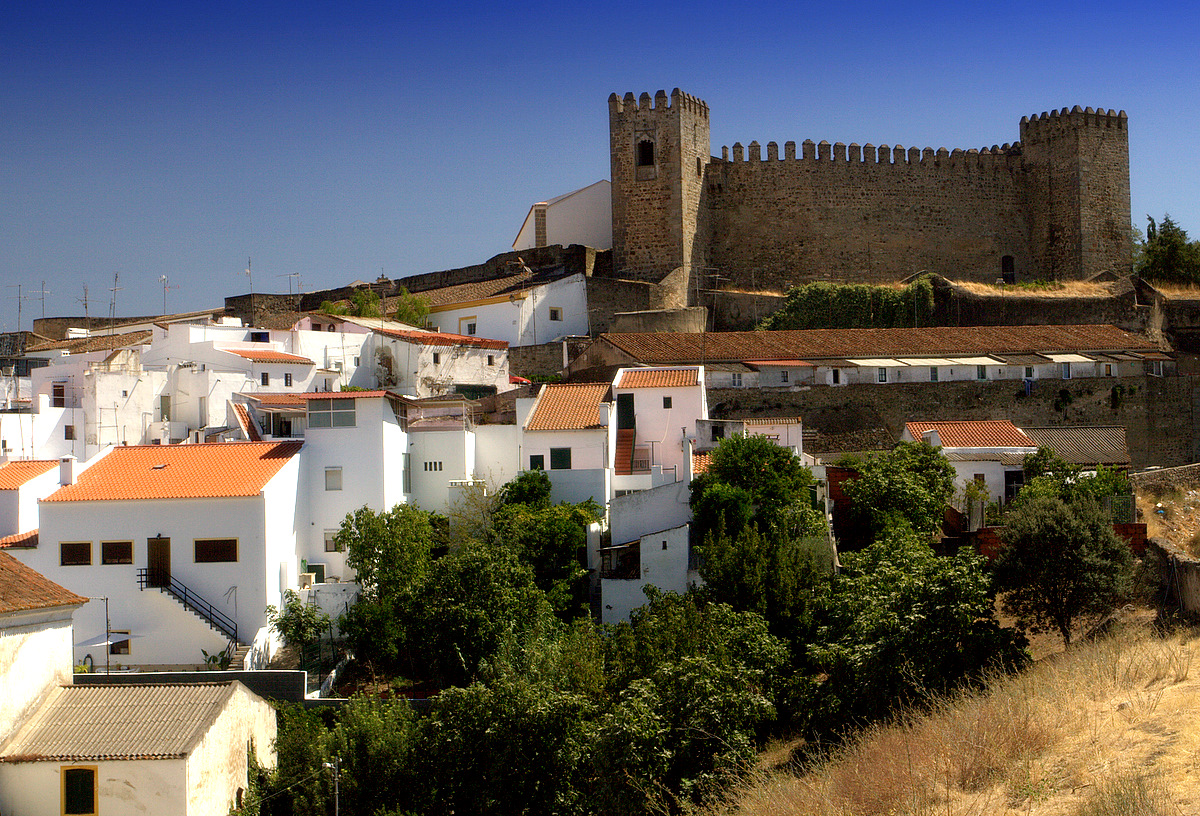
Vista parcial del castillo de Campomayor.

## Demografía
| Gráfica de evolución demográfica de Campomayor entre 1801 y 2021 |
|                                                                  |
| Datos según el nomenclátor publicado por el INE portugués.       |

## Freguesias
- Nossa Senhora da Expectação (Campomayor)
- Nossa Senhora da Graça dos Degolados
- São João Baptista (Campomayor)

## Empresas famosas
- Delta Cafés
- Café Camelo